# 经纬街
经纬街是黑龙江省哈尔滨市道里区的一条马路。道路地势东南高西北低，道路地势最高点位于与霁虹街交界处。

## 历史
1899年，道路通车，因街道走向偏斜，故被命名为斜纹街。1925年，改称西经纬街。1946年，改为现在名称。
为改善道路拥堵等问题，自2010年6月15日起，经纬街自新阳路至工程街段改为单向行车。

## 沿线设施
(由东南至西北)
- 黑龙江省新闻工作者协会
- 儿童电影院
- 经纬360
- 犹太教新堂
- 友谊公园